# Psyke
|  | For personificeringen, se Psyke (græsk mytologi) |
Psyke er inden for psykologi begrebet om menneskets samlede sind, inklusive bevidsthed og underbevidsthed. C.G. Jung inkluderede også et overlap og en spænding mellem det personlige og det kollektive i en person.
Under begrebet "psyke" er inkluderet fænomener som personlighedstræk, følelser, tanker, sansninger, reaktioner, psykiske traumer og drømme. Også egenskaber som intelligens, intuition, motivation og empati ses som en del af psyken og behandles derfor af psykologien - som er læren om psyken, det videnskabelige studium af psyken. 
Ordet "psyke" har en lang historie bag sig. Det har været brugt både i psykologi og filosofi helt tilbage fra antikken, og det repræsenterer et af de fundamentale begreber til forståelse af den menneskelige sjælelige natur set fra et videnskabeligt synspunkt.
Ordet "psyke" er oprindelig græsk (psyche (ψυχή)) og betyder egentlig "sjæl". I nyere tid har der været en tendens til at undgå brug af ordet "sjæl. Man foretrækker at bruge "psyke" i forbindelse med en mere videnskabelig måde at betragte menneskets indre liv på, og ordet har ikke den følelsesmæssige biklang, der ligger i ”sjæl”.  